# 2C-T-2
2C-T-2（化学名：4-乙硫基-2,5-二甲氧基苯乙胺）是一种含氮有机硫化合物，分子式C
12H
19NO
2S，属于“2C类化合物”（2,5-二甲氧基苯乙胺衍生物），1981年由亚历山大·舒尔金首次合成。